# Свиридов, Георгий Иванович
Гео́ргий Ива́нович Свири́дов (27 марта 1927, Мариуполь — 3 августа 2014) — русский советский писатель, боксёр, мастер спорта СССР, чемпион Средней Азии, первый председатель (президент) Федерации бокса СССР.
Один из организаторов и первый председатель Федерации ушу СССР, член правления Всемирной ассоциации цигун, почётный президент Федерации бокса России.
Лауреат 10 литературных премий СССР и России, заслуженный работник культуры РСФСР.
Член Союза писателей России, сопредседатель Совета России по фантастике и приключениям. Жил и работал в Москве, а также Феодосии.
Сын Тимур Свиридов, российский писатель и журналист. Внук — московский политик Илья Свиридов.

## Биография
- 1944—1951 — тренер в Наманганской области Узбекистана.
- 1958 — член Союза писателей СССР.
- 1960 — окончил московский Литературный институт имени А. М. Горького.
- 1961—1971 — Председатель (президент) Федерации бокса СССР.
- 1976—1986 — Президент Федерации бокса СССР второй срок.
- С 1986 — почётный Президент федерации бокса СССР.
- 1988—1991 — Президент Федерации ушу СССР.
- 2005 — инициировал создание Союза русских писателей Восточного Крыма (СРПВК), был его председателем.

Лауреат 10 литературных премий СССР и России, заслуженный работник культуры РСФСР, секретарь Союза писателей России, первый председатель Союза РПВК.
Похоронен на Троекуровском кладбище.